# Typha glauca
Typha glauca là một loài thực vật có hoa trong họ Typhaceae. Loài này được Godr. miêu tả khoa học đầu tiên năm 1844.